# Waldemar Starosta
Waldemar Henryk Starosta (Lipa; 14 de Julho de 1961 — ) é um político da Polónia. Ele foi eleito para a Sejm em 25 de Setembro de 2005 com 8391 votos em 8 no distrito de Zielona Góra, candidato pelas listas do partido Samoobrona Rzeczpospolitej Polskiej.